# Tričlensko poimenovanje
Tričlensko poimenovanje se v biološki klasifikaciji nanaša na imena taksonov pod nivojem vrste. Dogovori za poimenovanje so v zoologiji in botaniki različni.

## Zoologija
V zoologiji je edina priznana taksonomska kategorija nižje od vrste podvrsta. Tričlensko ime je tako sestavljeno iz rodovnega imena, vrstnega imena in imena podvrste. Z veliko začetnico se zapiše samo rodovno ime. Poleg tričlenskega imena vedno sodi tudi navedba avtorja, ki je podvrsto opisal, in leto objave opisa.
Primer: Proteus anguinus parkelj Sket & Arntzen, 1994 (črni močeril)
»parkelj« je tu ime podvrste človeške ribice (Proteus anguinus), ki sta jo leta 1994 opisala Sket in Arntzen. Kadar se ime pojavi večkrat v istem besedilu, lahko rodovno in vrstno ime krajšamo, npr.: »Človeška ribica (Proteus anguinus) je dvoživka, ki naseljuje podzemne vode dinarskega Krasa. V Beli krajini živi njena endemična podvrsta, črni močeril (P. a. parkelj).«

## Botanika
Botaniki uporabljajo več taksonomskih kategorij, nižjih od vrste, zato mora botanično tričlensko ime vključevati tudi okrajšavo kategorije. Mednarodni kod botanične nomenklature (ICBN) dovoljuje naslednje kategorije, med katerimi je podvrsta najvišja:
- subspecies (podvrsta): priporočena okrajšava subsp., pogosto tudi kot ssp.
- varietas (varieteta): priporočena okrajšava var.
- subvarietas (podvarieteta): priporočena okrajšava subvar.
- forma: priporočena okrajšava f.
- subforma: priporočena okrajšava subf.

Tričlensko ime je sestavljeno iz rodovnega imena, vrstnega imena in imena ene nižje kategorije. Pred imenom nižje kategorije stoji njena kratica. Vse besede razen kratice se pišejo poševno, z veliko začetnico pa samo rodovno ime. Navajanje avtorjev botaničnih imen ni poenoteno in se lahko med objavami bistveno razlikuje.
Primera:
- Astrophytum myriostigma subvar. glabrum Backeb.

Curt Backeberg je naveden kot avtor podvarietete glabrum bodičaste adenije (Astrophytum myriostigma). Avtor vrstnega imena ni naveden.
- Pinus nigra var. pallasiana (Lambert) Asch. & Graebn.

Lambert je opisal vrsto Pinus pallasiana iz rodu bor (Pinus), Ascherson in Graebner pa sta jo kasneje klasificirala kot varieteto črnega bora (P. nigra).
Včasih vsebuje navedba več kot tri dele, vendar to ni več botanično ime, temveč znanstvena klasifikacija organizma.